# Șeica Mare (gmina)
Șeica Mare – gmina w Rumunii, w okręgu Sybin. Obejmuje miejscowości Boarta, Buia, Mighindoala, Petiș, Șeica Mare i Ștenea. W 2011 roku liczyła 4470 mieszkańców.